# Milichiella pachycerei
Milichiella pachycerei är en tvåvingeart som beskrevs av Irina Brake, 2009. Milichiella pachycerei ingår i släktet Milichiella och familjen sprickflugor. Inom Milichiella tillhör arten gruppen Aethiops.

## Utbredning
Holotypen är från Mexiko.

## Utseende
Kroppslängd 2,3 mm, vinglängd 2 mm.

## Levnadssätt
Milichiella opuntiae har blivit uppfödd med kaktusen Pachycereus schottii.